# Jefe de la Casa Civil del Jefe del Estado

Escudo de armas del general Francisco Franco como jefe de Estado.

La Casa Civil de Su Excelencia el Jefe del Estado era el organismo que, bajo la dependencia directa de Francisco Franco tenía como misión servirle de apoyo en cuantas actividades se derivasen de sus funciones como jefe del Estado en el ámbito civil, y en concreto, algunas de sus funciones eran la organización de su agenda personal, concertación y organización de las audiencias, llevar la intendencia de la Residencia Oficial, organizar las visitas de Estado, y en resumen, la organización de la vida diaria del jefe del Estado.
Al frente de la misma estaba el jefe de la Casa Civil e intendente-general del Reino, quien debía ser un militar con el rango de general y que hubiera demostrado una especial adhesión al Movimiento en general y a la figura del jefe del Estado en particular.
El jefe de la Casa Civil gozaba de inmunidad e inviolavilidad y tenía la obligación de jurar guardar secreto de cuantas cosas tuviera conocimiento durante el desempeño de sus funciones bajo pena que iban desde la reclusión mayor al destierro.
De igual modo, ejercía como notario mayor del Reino dando fe de cuantos actos oficiales lo requerían, entre ellos, el nombramiento de ministros y la redacción de las actas de los Consejos de Ministros.
Normalmente quienes ostententaban el cargo de jefe de la Casa Civil desempeñaban además funciones como subsecretarios del Ministerio de Gobernación, posteriormente y a partir de la creación de la Presidencia del Gobierno, el de subsecretario de la citada presidencia.

## Estructura
En virtud del Decreto de 1938, de 3 de mayo, sobre la creación de la Casa Civil y Militar del Jefe del Estado, la estructura que tenía era la siguiente:
- Jefe de la Casa Civil de Su Excelencia el Jefe del Estado e intendente-general del Reino
- Segundo jefe de la Casa Civil y secretario general, del que dependían las siguientes unidades:
  - Secretaría Personal.
  - Gabinete de Planificación y Coordinación, del que dependía la Secretaría de Audiencias, Despacho y Actividades.
  - Servicio de Seguridad.
  - Relaciones con los Ministerios.
  - Protocolo.
  - Intendencia, de la que dependía la Mayordomía General de las Residencias Oficiales.
  - Administración, Infraestructura y Servicios.

## Jefes de la Casa Civil
- 1938-1961: General de división Julio Muñoz Aguilar, vizconde de Louriño.
- 1961-1974: General de brigada Vicente Fernández Bascarán.
- 1974-1975: General de brigada Fernando Fuertes de Villavicencio, vizconde de Villavicencio.

- Datos: Q5928958